# A collibè

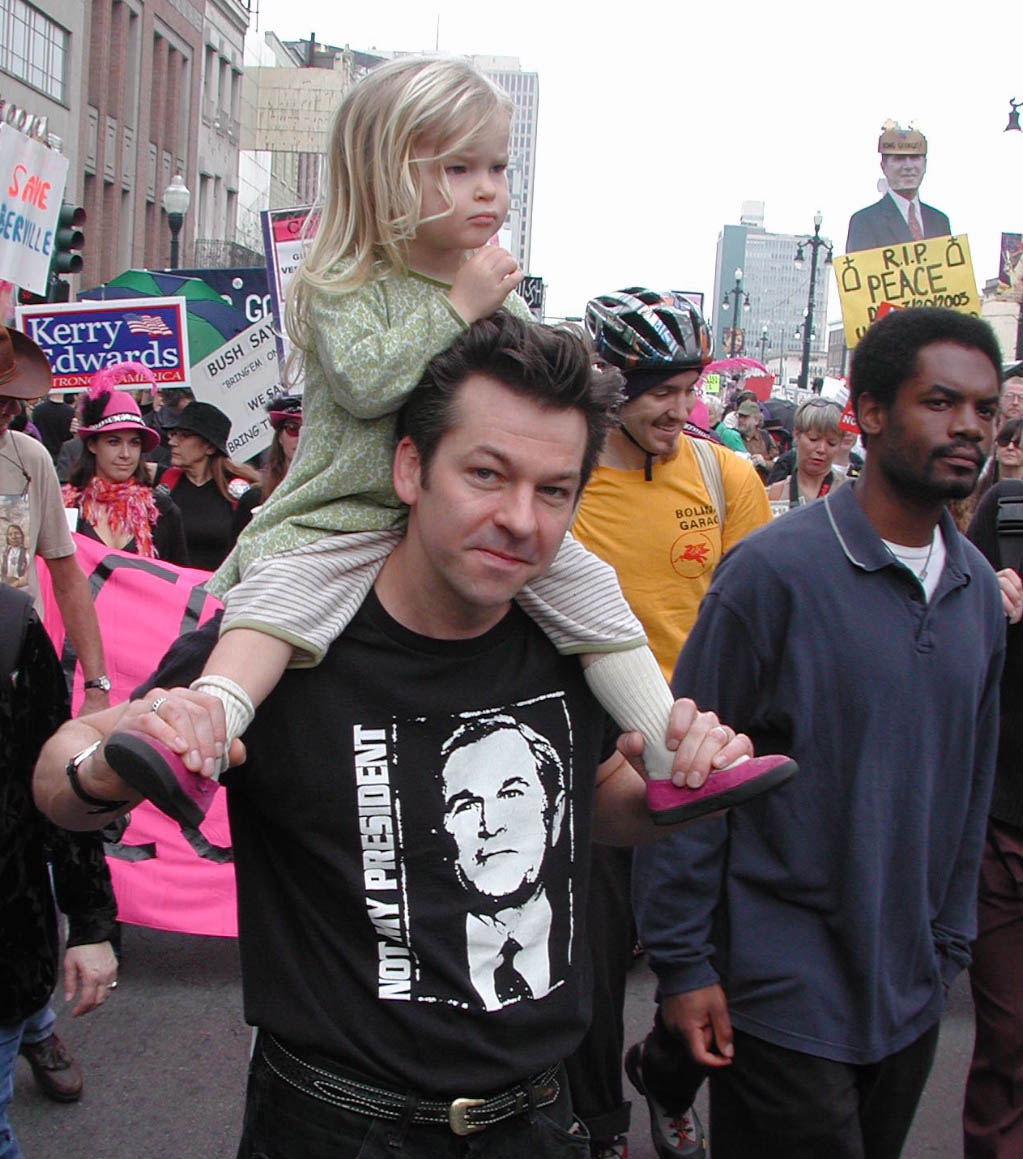
Nena a collibè

L'expressió a collibè es refereix a l'acció de portar una persona o animal sobre l'esquena d'una altra persona. Això es pot fer per tal de transportar a algú d'un lloc a un altre o simplement per poder elevar la posició de la persona alçada, un cas molt comú de portar algú sobre les espatlles, sol ser per celebrar un triomf. Isaac Newton va emprar-ho com a metàfora per dir que es basava en els estudis dels que l'havien precedit, amb la frase: "standing on the shoulders of giants".
Generalment, les persones adultes ho fan servir per poder portar altres persones adultes, criatures o també animals com els xais, etc.. i, per extensió, es poden portar coses inanimades.

## Nivells

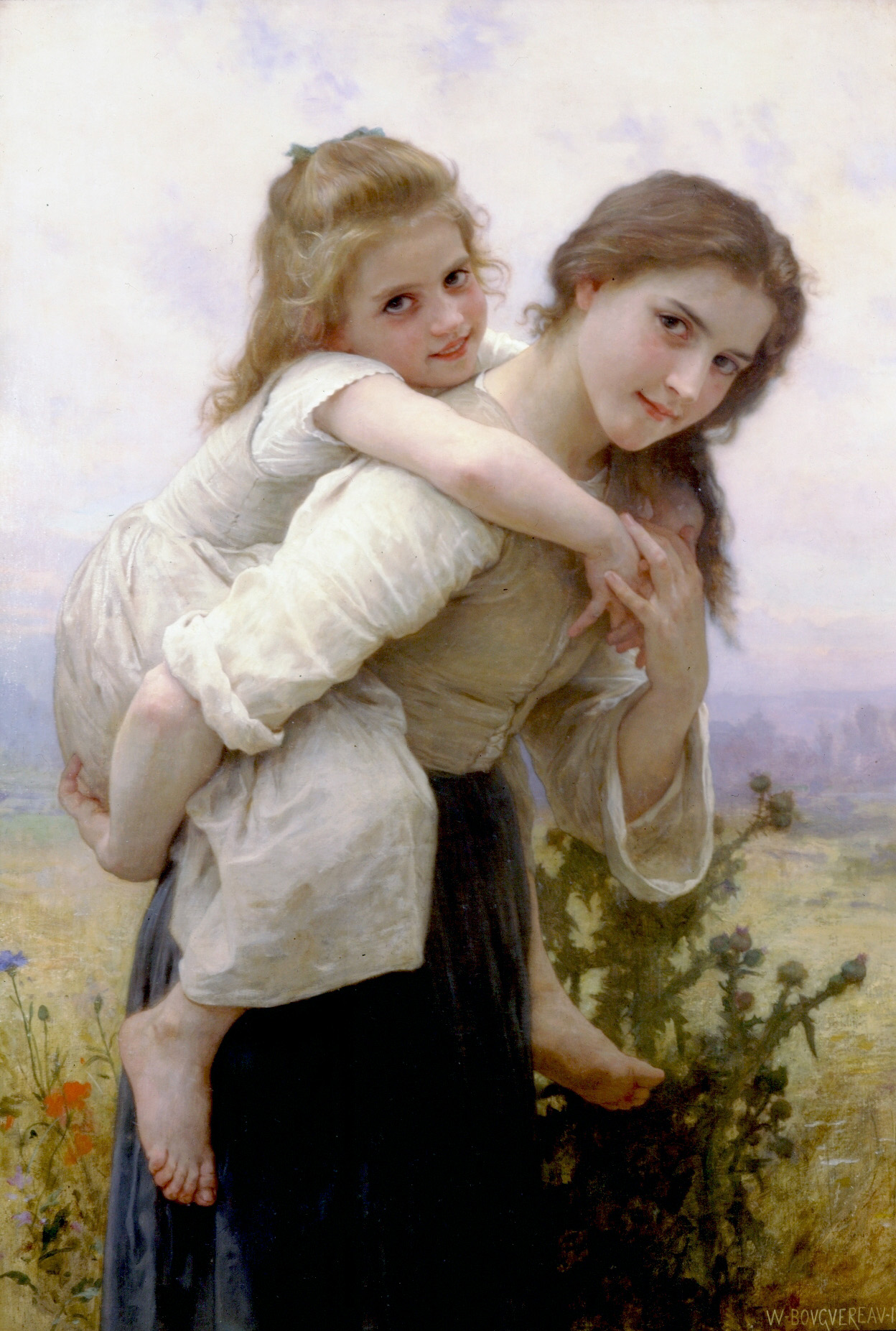
Pintura de William Adolphe Bouguereau, 1895

Una persona es pot portar a collibè en dos modes diferents.
En el primer mode, es posen les cames a cada costat del coll, seient a la part superior de les espatles amb una cama penjant a cada costat del pit del portant. Tanmateix, perquè fer aquesta acció fa que el centre de gravetat de les dues persones sigui més alt, la qual cosa fa més dificultós l'equilibri, per tant, és perillós que persones corpulentes, siguin la de la part superior.
En l'altre mode, la persona portada repenja el pit contra l'esquena del que la porta i a més a més s'acostuma passar-li els braços al voltant del coll i les cames al voltant de la cintura per a un millor suport.
Aquest segon mode de transport requereix menys força física i és més segur per ambdues persones, i és una de les modalitats a l'Eukonkanto finlandès.

## Origen
L'expressió "collibè", composta dels mots coll, i bè, el darrer d’origen onomatopeic, expressiu del belar del xai. De fet el seu origen etimològic, fa relació amb la forma en què els pastors solien portar als xais en certes ocasions. Hi ha algunes variants emprant les paraules " coll, i bè" o fins i tot homòfones com: a collbè, a bè, a coll, a collbató, a collbotet, a collbitet, a collbrit, a becoll, o altres expressions que indiquen el mateix com: a cavall, a la xirinxina, etc…

## Bon pastor

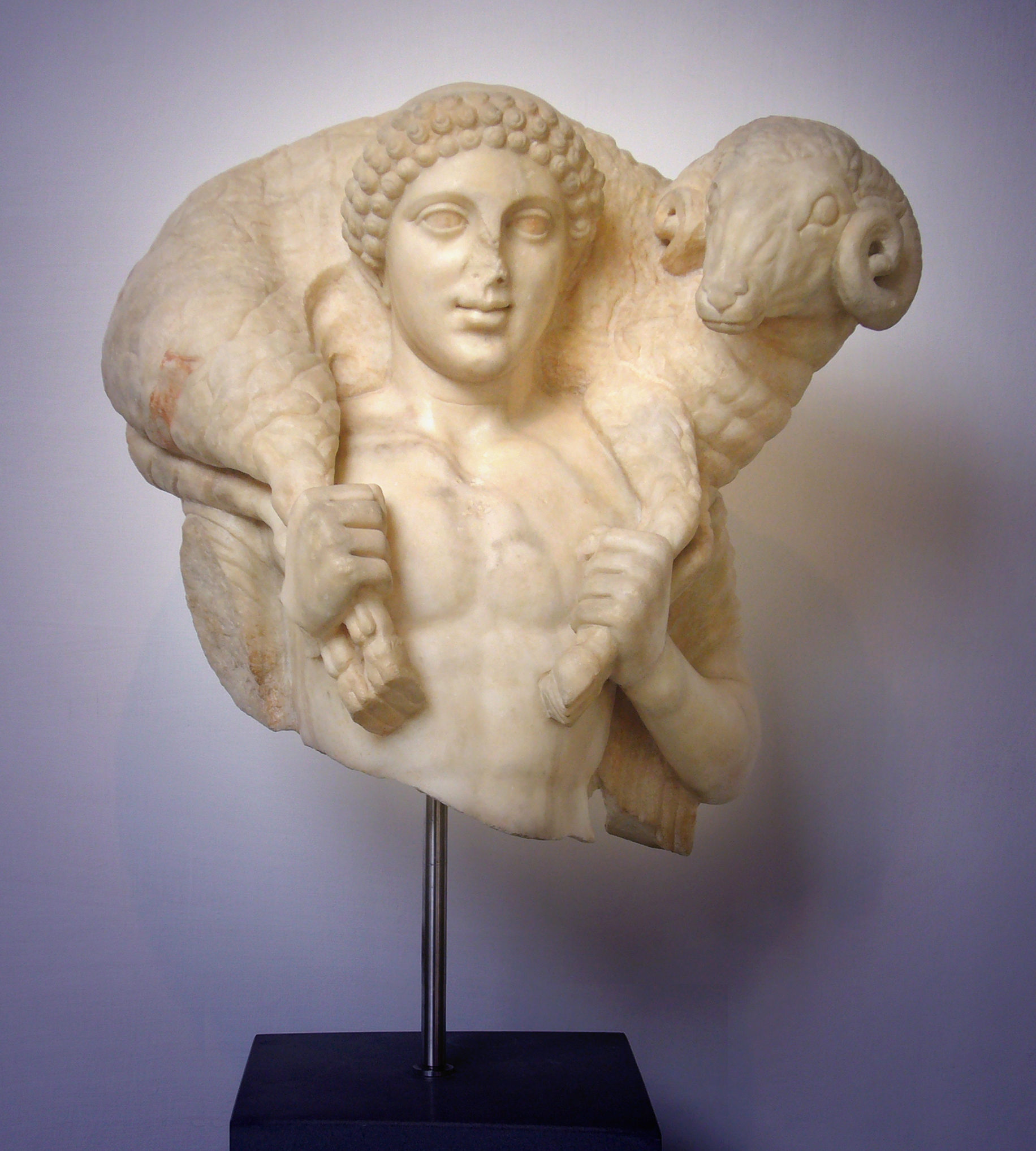
Hermes crioforo

### Art paleocristià
La imatge del Bon Pastor és la més comuna de les representacions simbòliques de Crist trobades en l'art cristià primerenc a les catacumbes de Roma, abans que es poguessin fer explícites les imatges cristianes. La forma de la imatge que mostra un jove portant un xai al coll va ser directament manllevada dels molt més antics kriophoros pagans i en el cas de les estatuetes portàtils com la més famosa ara al Museu Pio Cristiano, Ciutat del Vaticà (dreta), és impossible dir si la imatge es va crear originalment amb la intenció de tenir una significació cristiana. La imatge va continuar utilitzant-se en els segles posteriors a la legalització del cristianisme el 313. Inicialment, probablement no s'entenia com un retrat de Jesús, sinó com un símbol com altres utilitzats en l'art paleocristià, i en alguns casos també podria haver representat el pastor d'Hermes, una obra literària cristiana popular del segle ii. Tanmateix, cap al segle v, la figura va prendre més sovint l'aparença de la representació convencional de Crist, tal com s'havia desenvolupat en aquest moment, i se li va donar un halo i una túnica rica, com al mosaic de l'absis de l'església de Santi Cosma e Damiano a Roma, o a Ravenna. Les imatges del Bon Pastor sovint inclouen una ovella a les espatlles, com a la versió lukan de la paràbola de les ovelles perdudes.

## Piggy back
L'expressió equivalent en anglès, piggy back, s'utilitza amb un sentit similar en altres camps com l'oftalmologia, l'enginyeria elèctrica, l'enginyeria informàtica, la informàtica, la geologia, el transport, etc.

## Galeria

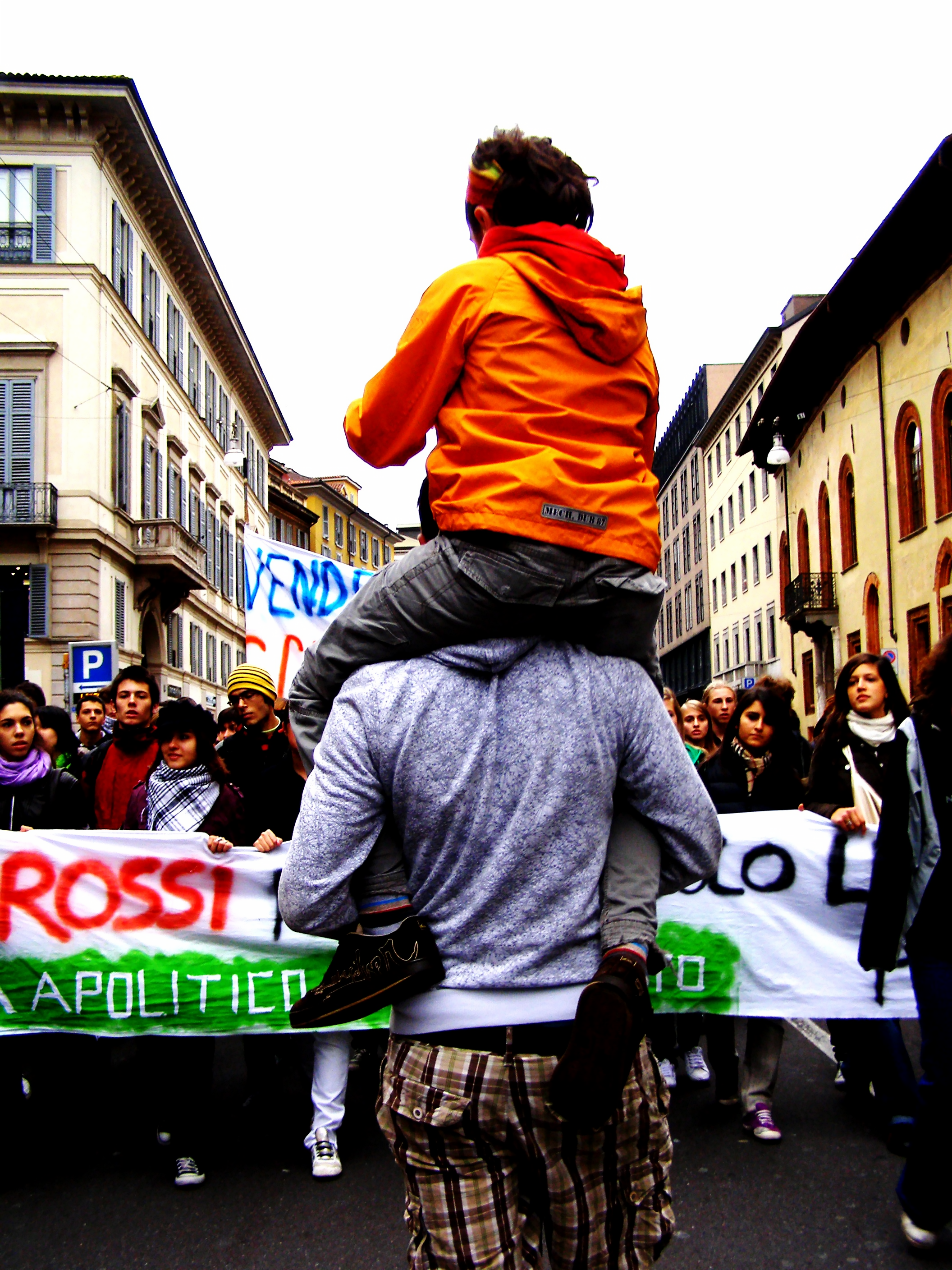
A collibè per tenir millor visió

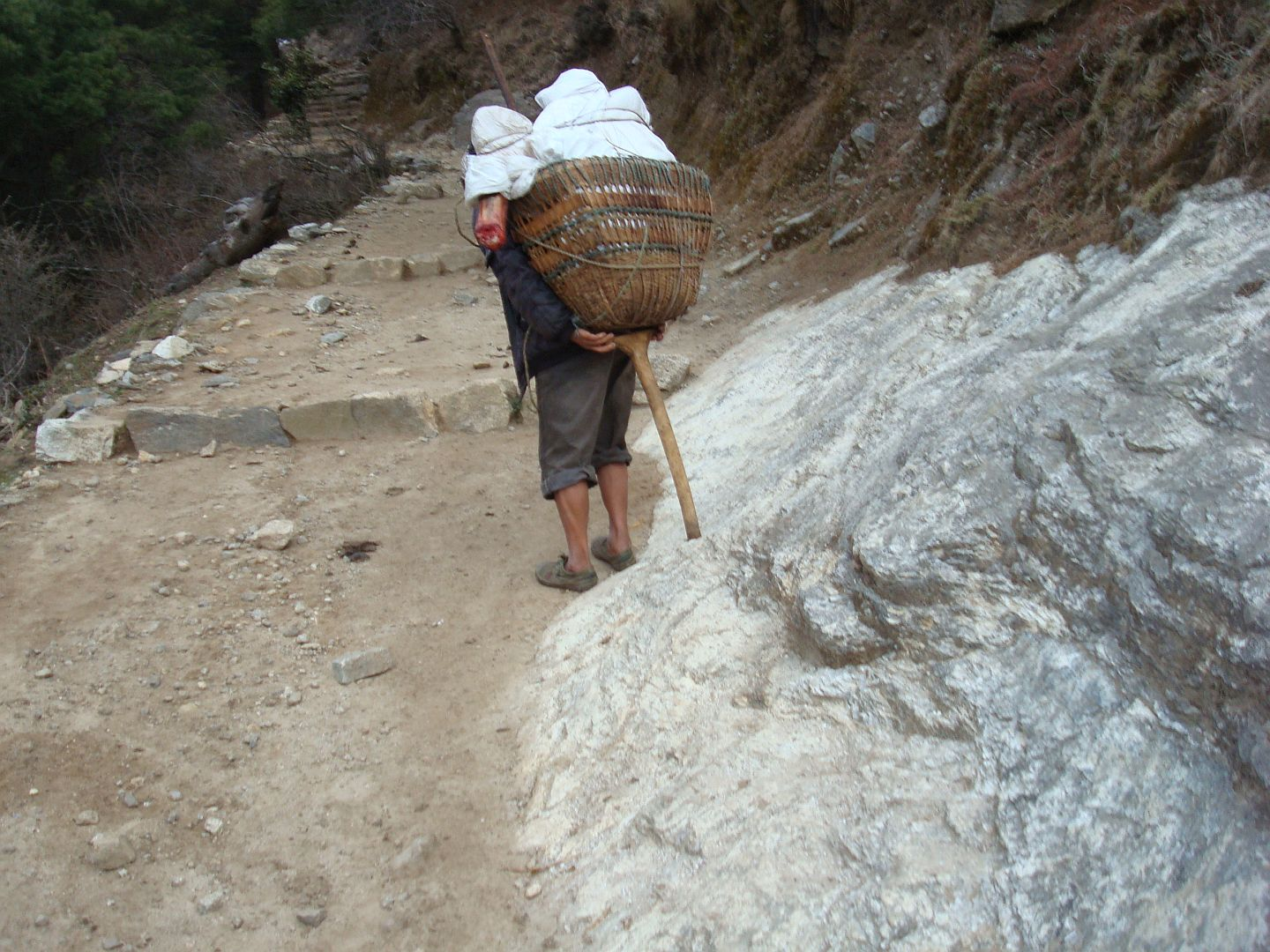
Cistella de vímet a collibè
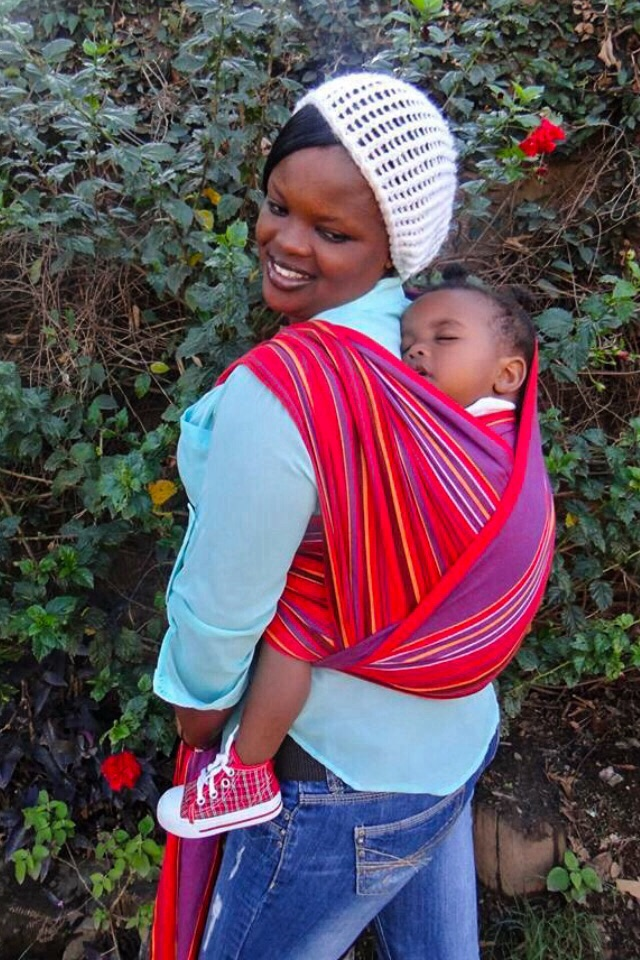
Nen portat a collibè en un embolcall kikoi Toto
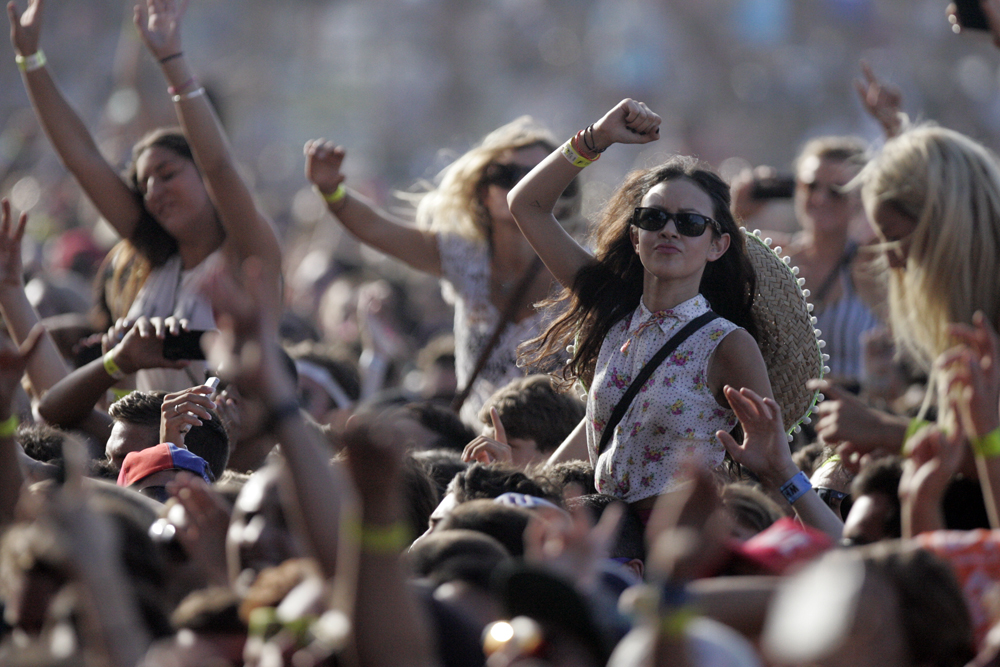
Dones assegudes a collibè d'algú enmig d'una multitud
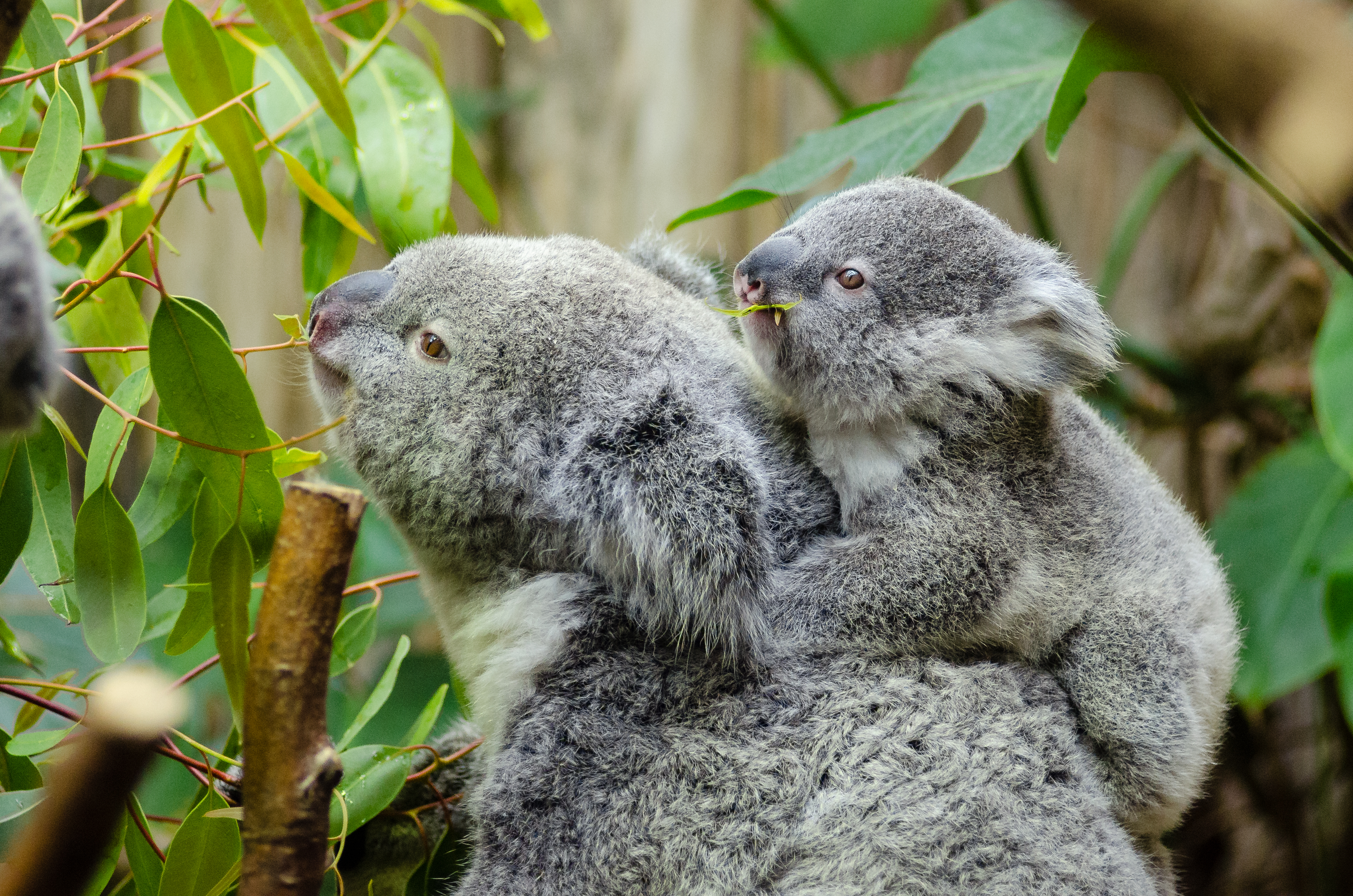
Koala a collibè
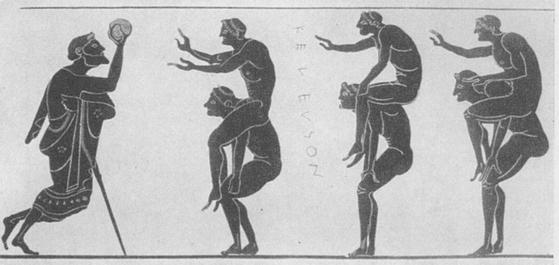
Joc a collibè（500 B.C.）
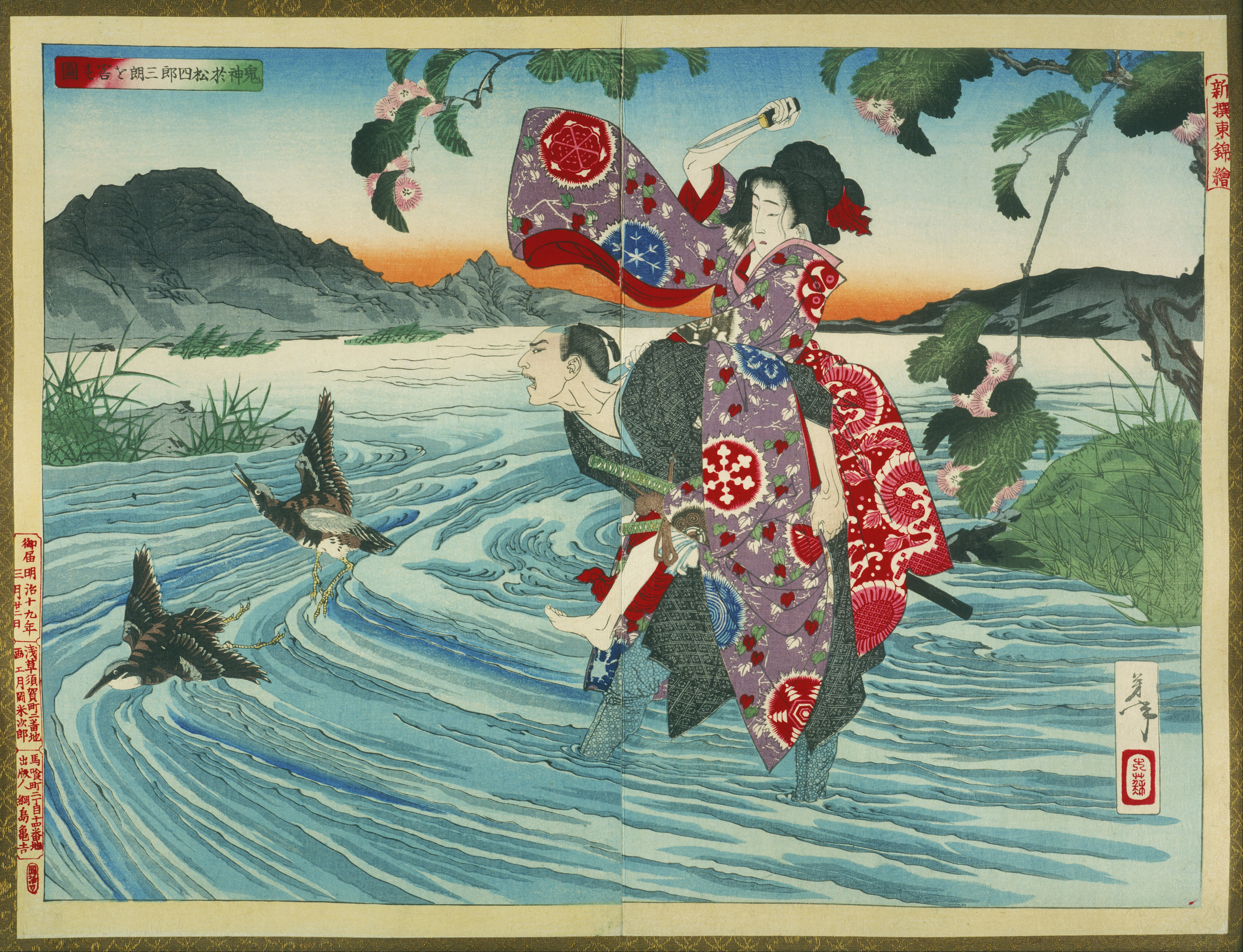
Tsukioka Yoshitoshi "Higashi Nishiki: el déu dimoni Omatsu Shiro Saburo"